# Cronologia della radio
La cronologia della radio, elenca, all'interno della storia, la tecnologia ed eventi che hanno prodotto strumenti che utilizzano le onde radio e le attività collegate ai suoi inventori. Più tardi la storia è dominata dalla programmazione e dai contenuti, tanto da essere considerata più vicina a una storiografia ufficiale.

## Preistoria della radio (XIX secolo)

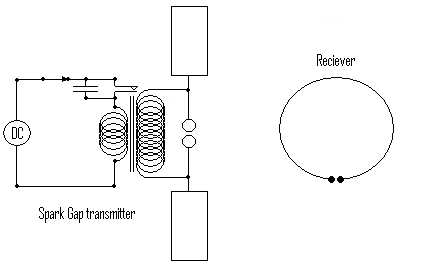
1887 Schema sperimentale di un apparato di Hertz.

- 1820: Hans Christian Ørsted, scopre la relazione tra l'elettricità ed il magnetismo con un esperimento molto semplice. Dimostrò che un filo attraversato da una corrente elettrica aveva la capacità di deviare l'ago magnetizzato di una bussola.
- 1831: Michael Faraday inizia una serie di esperimenti nella quale scopre l'induzione elettromagnetica, matematicamente formalizzata attraverso la legge di Faraday, e, successivamente divenne una delle due equazioni fondamentali di Maxwell. Faraday propose che le forze elettromagnetiche si estendevano nello spazio vuoto attorno al conduttore, ma non riuscì a completare il suo lavoro.
- 1861 - 1865: James Clerk Maxwell effettua diversi esperimenti con le onde elettromagnetiche.
- 30 luglio 1872: pubblicazione del Brevetto 129.971 dell'americano di Mahlon Loomis. Probabilmente il primo inventore ad effettuare una trasmissione con un telegrafo senza fili.
- 1873: Dagli esperimenti di Maxwell, che per primo descrisse la base teorica della propagazione delle onde elettromagnetiche presso la Società Reale, emerse la Teoria Dinamica del Campo Elettromagnetico.
- 28 novembre 1875: Thomas Edison annuncia alla stampa, che, mentre sperimentava con il telegrafo, aveva notato un fenomeno che da lui chiamato "forza eterica". Abbandonò questa ricerca quando Elihu Thomson, fra gli altri, mise in ridicolo la sua ipotesi.
- 1878: David Edward Hughes fu il primo ricercatore ad emettere e ricevere onde radio quando notò che la sua bilancia ad induzione induceva del rumore nel ricevitore del suo telefono artigianale.
- 1880: Sempre, David Edward Hughes, dimostrò la sua scoperta alla Società Reale, ma venne definita essere soltanto una forma di induzione.
- 1884: Temistocle Calzecchi Onesti a Fermo in Italia inventa un tubo riempito con limatura di ferro, chiamato "coesore".
- 1884 - 1886: il francese Édouard Branly costruisce una versione migliorata del coesore.
- 1885: Edison deposita un brevetto su un sistema di comunicazione radio tra navi che lui vendette a Guglielmo Marconi.
- 1886 - 1888: Heinrich Rudolf Hertz convalida la teoria di Maxwell attraverso un esperimento, dimostrando che la radiazione radio aveva tutte le proprietà delle onde[1], scoprendo che le equazioni elettromagnetiche potevano essere riformulate attraverso un'equazione differenziale parziale chiamata, equazione d'onda.
- 1885 - 1892: Molto probabilmente Murray Nathan Stubblefield, coltivatore del Kentucky, ha inventato la radio, ma le sue apparecchiature sembrano avere prodotto una trasmissione tramite induzione, piuttosto che trasmissione radio vera e propria [non chiaro].
- 1893 - 1894: Roberto de Landell Moura, un prete brasiliano e scienziato, condusse degli analoghi esperimenti sulla trasmissione radio. Non pubblicò i suoi sviluppi fino al 1900.

## Inizio delle trasmissioni senza filo
Nella storia della radio e nello sviluppo della "telegrafia senza fili", vi sono varie richieste per l'invenzione della radio. Marconi dotò navi di comunicazioni senza fili salva-vita, e stabilì il primo servizio radio transatlantico. Tesla sviluppò mezzi per produrre radiofrequenze affidabili, dimostrando pubblicamente i principi della radio, emettendo i primi segnali su lunga distanza.
- 1893: A St. Louis, Missouri, Nikola Tesla diede una dimostrazione pubblica di comunicazione radio "senza fili." Indirizzando testi al Franklin Institute in Filadelfia e all'Associazione Luce Elettrica e Nazionale, descrisse in dettaglio i principi della comunicazione radio[2]. L'apparato da lui utilizzato conteneva tutti gli elementi che in futuro sarebbero stati incorporati nei moderni sistemi radio, prima dell'invenzione delle valvole a vuoto.[3] Tesla fu il primo ad applicare il meccanismo di conduzione elettrica nella radiotelegrafia. Inizialmente utilizzò anche ricevitori elettromagnetici sensibili, più ricettivi dei coesori utilizzati più tardi da Marconi e dagli altri sperimentatori.[4] In seguito il principio di comunicazione radio, ovvero la comunicazione senza fili, fu diffusamente pubblicato, così diversi scienziati, inventori e sperimentatori iniziarono ad investigare metodi alternativi di comunicazione senza fili.
- 1894: Muore Heinrich Rudolf Hertz.
- 19 agosto 1894: Il fisico britannico Sir Oliver Lodge dimostrò di poter ricevere segnali in codice Morse attraverso radio onde, mediante un "coesore".
- novembre 1894: Il fisico indiano Jagadish Chandra Bose dimostrò pubblicamente, nella città di Calcutta, l'uso delle onde di radio, ma non fu interessato a brevettare il suo lavoro. Bose incendiò della polvere da sparo facendo suonare una campana a distanza, usando onde elettromagnetiche. Dimostrò che i segnali di comunicazione possono essere inviati senza utilizzare conduttori elettrici.
- 1894: Il fisico russo Aleksandr Stepanovič Popov costruì un coesore e lo utilizza come rilevatore di temporali a distanza.
- Inizi del 1895: Tesla ricevette segnali dalle trasmissioni dal suo laboratorio da New York a West Point su una distanza di 80 km.
- marzo 1895: Popov emise radio onde tra diversi edifici dell'università a San Pietroburgo, senza fare alcuna domanda per un brevetto. Questo inventore compare nella disputa contro Marconi, relativa all'invenzione della radio.
- 7 maggio 1895: Popov, attraverso l'uso del suo "coesore" dimostra pubblicamente di aver ricevuto onde radio presso la Società di Fisica e Chimica russa. In Russia, in questo giornata si celebra "il giorno della radio". Popov è stato il primo a sviluppare un sistema di comunicazione pratico basato sul coesore, di solito considerato dai russi come l'inventore della radio.
- 1895: Marconi ricevette una comunicazione tramite un telegrafo senza fili, ma senza inviare voce.
- 1895: Il neozelandese Ernest Rutherford, primo Barone Rutherford di Nelson fu premiato a Cambridge, in un'esposizione del 1851, con una "Borsa di studio della Ricerca della Scienza". Il suo era un approccio strumentale nello sviluppo della radio: giunse in Inghilterra con la reputazione di innovatore ed inventore, e si distinse in molti campi, inizialmente lavorando alle proprietà elettriche dei solidi, ed utilizzando le onde radio, come metodo di segnalazione. Rutherford fu incoraggiato nel suo lavoro da Robert Ball, consulente scientifico nella divisione speciale che gestiva i fari sulla costa irlandese. Voleva a tutti i costi consentire alle navi di osservare un faro nella nebbia, a quei tempi considerato un problema estremamente complesso da risolvere. Rutherford fu in grado di aumentare la sensibilità del suo apparato, fino a ricevere onde elettromagnetiche ad una distanza di molte centinaia di metri. Thomson comprese rapidamente che Rutherford era un ricercatore dalle abilità insolite, così lo invitò a collaborare nello studio della conduzione elettrica nel gas.
- 1896: Marconi registra un brevetto britannico per l'invenzione della radio "Brevetto n° 12039 - Miglioramenti nell'Emettere Impulsi Elettrici e Segnali in Apparato allegato". Formalmente è il primo brevetto ufficiale di invenzione della radio, sebbene Marconi abbia utilizzato diverse tecniche realizzate da altri sperimentatori,[5] ed assomigliasse a dispositivi realizzati da altri inventori, compreso Popov.
- 1896: Bose giunse a Londra per una serie di conferenze dove incontrò Marconi, impegnato a condurre esperimenti di trasmissioni per l'ufficio postale britannico, di onde radio senza fili.
- 1897: Marconi costruisce in Inghilterra la prima stazione di radio sull'Isola di Wight.
- 1897: Negli Stati Uniti Tesla fece la domanda per due brevetti chiave, ma vennero pubblicati, solo nei primi anni del Novecento.
- 1898: Marconi aprì la prima fabbrica di apparecchi radio, in Hall Street, a Chelmsford, in Inghilterra, assumendo circa 50 persone.
- 1899: Bose annunciò l'invenzione del coesore in "ferro-mercurio-ferro con ricettore telefonico" con un testo inviato alla Royal Society, Londra.
- 1900: Reginald Fessenden produsse una trasmissione debole di voce via etere.
- 1901: Marconi rivendica di avere ricevuto, presso San Giovanni di Terranova, un radio segnale emesso da Poldhu in Cornovaglia, Regno Unito, ma tale risultato è controverso, un caso che è ancora in discussione ai giorni nostri.[6]
- 1904: In un primo momento l'Ufficio Brevetti Americano assegnò a Tesla il primo brevetto per l'invenzione della radio, ma successivamente cambiò decisione a favore del brevetto di Marconi. L'eventuale influenza di collaboratori finanziari americani di Marconi nel favorire questa scelta, ipotesi formulata in sede di revisione storica, non è mai stata provata.

## Telegrafia a spinterometro
Grazie all'utilizzo dei suoi brevetti, Marconi fondò la prima società di comunicazione, la "Britannica Marconi", il cui scopo consisteva nella comunicazione tra stazioni radio costiere e navi in mare. Questa società, insieme alla sua filiale americana, la "Telefono & Telegrafo", ebbe il predominio su tale tecnologia, operando fino al 1983, rifiutandosi addirittura di comunicare con navi non equipaggiate con il sistema Marconi. Con il tempo, grazie a diversi inventori, la qualità della radio migliorò, ma un decisivo impulso venne da due inventori, Adolf Slaby e Von Georg Arco, attraverso l'invenzione di una tecnologia senza fili, chiamata Slaby-Arco, dispositivo che in seguito venne acquistato dalla Telefunken.
* 24 dicembre 1906: Reginald Fessenden utilizzà un alternatore di Alexanderson e una trasmittente a spinterometro rotante per realizzare la prima trasmissione radio sonora, da Brant Rock, Massachusetts. Le navi in mare sentirono Fesseden suonare con il violino 'O Holy Night' e successivamente la lettura di un passaggio della Bibbia.

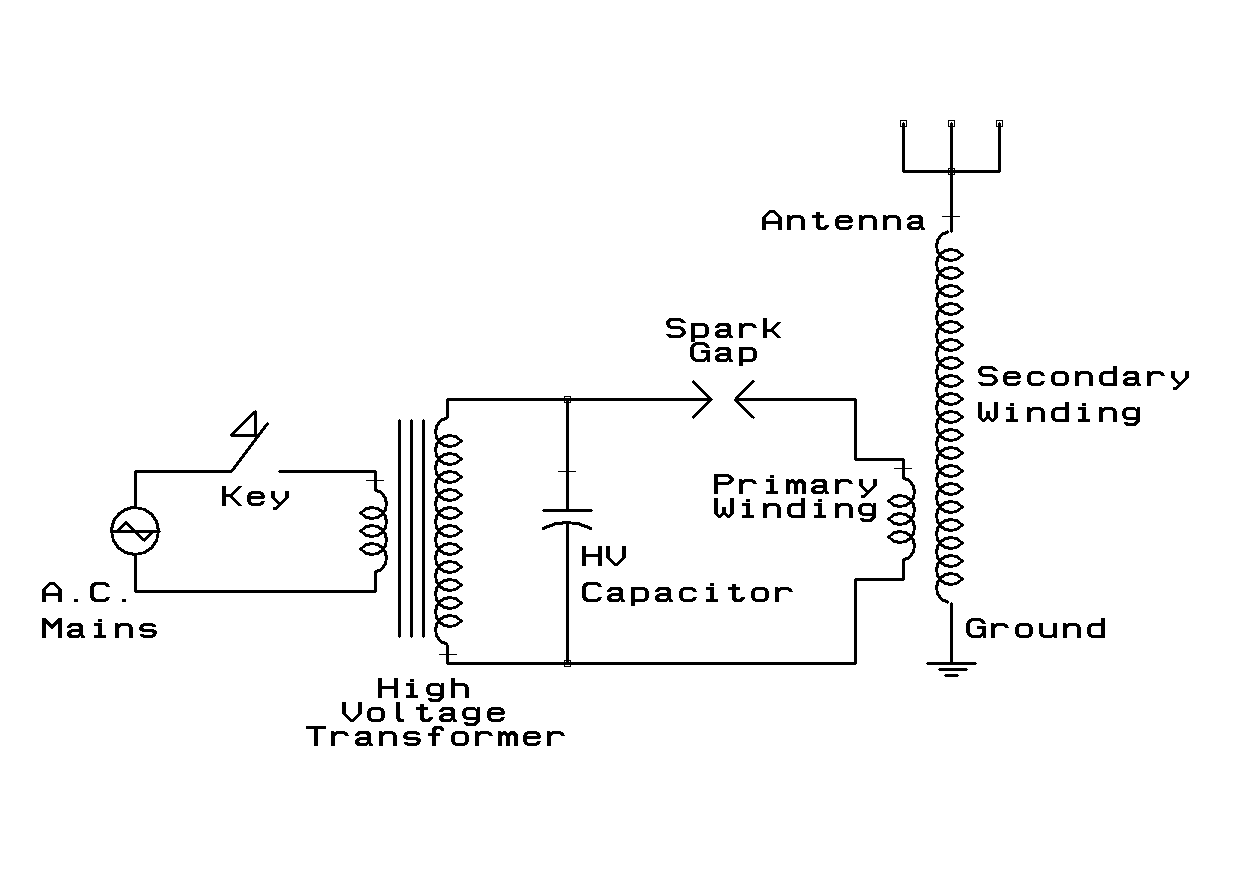
Una trasmittente a spinterometro per radiofrequenza generatrice di onde elettromagnetiche. Tali apparecchiature servirono come prime trasmittenti per la maggior parte di sistemi senza fili.

- 1907: Marconi realizzò il primo servizio di trasmissione senza fili transatlantico permanente da Clifden, Irlanda a Baia Glacé, Nuova Scozia.
- 1909: Marconi e Karl Ferdinand Braun ricevettero il Premio Nobel per la Fisica, per i loro "contributi allo sviluppo di telegrafia senza fili".

* aprile 1909: Charles David Herrold, istruttore di elettronica a San Jose in California costruì una stazione di radiodiffusione. Utilizzò la tecnologia a spinterometro, ma modulò la frequenza portante sulla voce umana, e più tardi sulla musica. La stazione "San Jose Calling", continuò a trasmettere senza interruzione, fino a diventare la KCBS di oggi a San Francisco. Herrold, figlio di un coltivatore di Santa Clara Valley, coniò i termini "narrowcasting" e "broadcasting", identificando rispettivamente, trasmissioni destinate per un solo ricevitore, come quelle situate a bordo di una nave, e quelle trasmissioni destinate per un pubblico generale. Charles Herrold non pretese di essere stato il primo a trasmettere la voce umana, ma almeno di essere stato il primo a condurre una "radiodiffusione". Per aiutare il segnale radio a propagarsi in tutte le direzioni progettò antenne omnidirezionali che montò sui tetti di diversi edifici in San Jose. Herrold rivendica anche di essere il primo annunciatore radiofonico ad aver accettato di trasmettere annunci pubblicitari. In cambio della pubblicità ad un negozio di dischi locale, trasmetteteva la musica dei dischi di proprietà del negozio.
- 1912: Affondamento del RMS Titanic. Dopo questa catastrofe la tecnologia delle trasmittenti a spinterometro venne rapidamente adottata da tutte le grandi navi dell'epoca.
- 1913: Fu fondata "La Convenzione Internazionale per la Sicurezza della Vita sul Mare". Venne istituito un trattato che imponeva le navi ad essere equipaggiate con stazioni di radio di bordo per 24 ore al giorno. Venne utilizzata la tecnologia dello spinterometro ad alta potenza con commutatore rotante a sei - dodici contatti per ruota, approssimativamente alimentato a 2.000 volt in corrente continua. Il tasto del telegrafo spesso apriva e chiudeva direttamente l'alimentazione a 2000 volt. Un lato dello spinterometro era connesso direttamente all'antenna. Le trasmittenti a valvole termoioniche vennero sostituite dalle trasmittenti a spinterometro, a loro volta sostituite con trasmittenti ad onde continue.[non chiaro]

## Radiodiffusione audio (1915 - 1930)
- 1916: Prima radiodiffusione regolare nello stato del Wisconsin, distribuita in codice Morse, su 9XM (ora WHA).
- 1919: Prima trasmissione di parole umane, (su 9XM) dopo esperimenti con voce (1918) e musica (1917).
- 1920: Inizia in Argentina la regolare diffusione senza fili per intrattenimento, di Enrique Telémaco Susini.
- 1920: La telegrafia a spinterometro viene abbandonata.
- 20 agosto 1920: La WWJ di E.W. Scripps in Detroit riceve la prima licenza commerciale per radiodiffusione, con regolare orario di programmazione, ma la gestione della stazione radio non era ancora sostenuta dalla pubblicità. A quel tempo le stazioni radio erano di proprietà di costruttori edili e di catene di negozi con lo scopo di vendere radio, mentre quelle di proprietà dei quotidiani venivano utilizzate per vendere giornali.
- 31 agosto 1920: la WWM (AM), da Detroit, Michigan, trasmette il primo notiziario, diffuso dalla stazione 8MK.
- Ottobre 1920: La Westinghouse di Pittsburgh, Pennsylvania è la prima stazione a diffusione commerciale statunitense ad essere autorizzata. La stazione radio venne chiamata KDKA.[9]
- 1922: Dal centro di ricerca Marconi, situato a Writtle, nei pressi di Chelmsford, Inghilterra inizia una regolare trasmissione di intrattenimento. Le prime radio ricevevano la trasmissione attraverso un microfono al carbonio.

Metà del 1920:
- L'introduzione dei tubi amplificati a vuoto rivoluziona la tecnologia, sia dei radioricevitori che dei trasmettitori, tecnologia che viene successivamente migliorata da ingegneri della Westinghouse.[10]
- Viene inventato il triodo amplificatore.
- Fessenden e Lee de Forest sviluppano l'invenzione della radio a modulazione di ampiezza (AM), in questo modo era possibile inviare segnali su una specifica banda dello spettro, a differenza delle radio a spinterometro che coprivano l'intera lunghezza di banda dello spettro. Westingouse acquistò il brevetto da De Forest e Armstrong.
- 1920: La radio fu usata per la prima volta per trasmettere immagini visibili come la televisione.
- Primi 1930: I radio amatori sviluppano la modulazione a banda laterale singola (Single Side Band) e la modulazione di frequenza (FM). Dal 1940 si stabilirono i primi standard commerciali.

## Le prime multinazionali
Si formano le prime multinazionali della trasmissione radio, un'alleanza di costruttori e di dententori di brevetti, che comprende Westinghouse, General Electric, American Telephone and Telegraph e Radio Corporation of America, proprietaria di una quota azionaria della RCA. Tutte le radio costruite dalla General Electric e dalla Westinghouse furono vendute sotto il marchio RCA, per il 60% alla GE e per il 40% dalla Westinghouse. La Western Electric della ATT costruì trasmettitori radio. La Westinghouse, la GE, e la ATT, tentarono di formare un monopolio, ma fallirono. Infatti, diversi brevetti, contenevano clasusole per proteggere gli inventori amatoriali, anche se tale vincolo non fu certo di impedimento ai grandi costruttori.

## La diffusione esponenziale
La diffusione e la regolamentazione delle trasmissioni radio condusse allo sviluppo esponenziale di Reti di stazioni commerciali negli USA e statali in Europa, nella creazione della Federal Radio Commission, della Federal Communications Commission, e della nascita della soap opera.

## La Modulazione di Frequenza e le onde corte (1933 - 1943)
Gare verso onde più corte e FM.
- 1933: Venne ufficialmente registrata la trasmissione radio in FM, invenzione di Edwin Howard Armstrong. La modulazione di frequenza aveva il vantaggio di essere meno sensibile alle scariche elettrostatiche e alle interferenze, provenienti sia dall'apparecchiatura elettrica stessa, che dall'atmosfera.
- 1940: Iniziano analoghe trasmissioni televisive standard in Nord America ed in Europa. In Gran Bretagna la BBC effettua le prime trasmissioni registrate. Il debutto avviene il 25 febbraio 1940; il primo pezzo registrato è un intervallo musicale messo in onda contemporaneamente da tutte le stazioni.
- 1943 : La Corte Suprema Statunitense riconosce il primato del brevetto di Tesla n° 645576, subito dopo la sua morte, rispetto al brevetto di Marconi. La Corte ha riconosciuto la parternità di dispositivi e applicazioni pratiche preesistenti, le cosiddette, "prior arts", ideate da Tesla, prima che il brevetto di Marconi venisse registrato. Il mancato riconoscimento delle "prior arts" di Tesla, consentiva al governo degli Stati Uniti di evitare il pagamento dei danni che la compagnia Marconi reclamava per l'uso dei suoi brevetti, nel corso della prima guerra mondiale.

## Ultimi sviluppi del XX secolo (1954 - 1994)
- 1954: La Regency produce la prima radio tascabile a transistor, il TR-1, alimentata da una batteria “standard” a 22.5 volt.
- Primi 1960: in aeronautica iniziano a diffondersi i primi sistemi VOR. In precedenza gli aerei utilizzavano, per la navigazione, radio commerciali AM.[11]
- 1960: La Sony introduce la sua prima radio a transistor, abbastanza piccola da entrare in una tasca alimentata da una piccola batteria. Durava a lungo perché non possedeva valvole. Sono gli anni in cui i transistor rimpiazzano quasi completamente le valvole, eccetto per gli usi di trasmissioni di potenza molto alte o frequenze molto elevate.
- 1963: Prima trasmissione commerciale della televisione a colori. Viene lanciato il primo radio satellite per comunicazioni, il Telstar. Nel tardo 1960 ebbe inizio la conversione della rete telefonica USA da analogica a digitale.
- 1970: Viene implementato il primo sistema di radionavigazione terrestre, il LORAN.
- 1987: Fu lanciata la costellazione di satelliti GPS.
- 1994: L'esercito USA e la DARPA progettano la costruzione una radio, con un software che avrebbe potuto modificare la tipologia della stessa radio. [non chiaro]
- Tardo 1990: La trasmissione digitale inizia ad essere applicata alla radio diffusione.

## Telegrafia sulla radio
Nonostante la quasi totale diffusione della radio, la telegrafia non scomparve del tutto. Fu oggetto nel corso degli anni di miglioramenti tecnologici aumentando il proprio livello di automazione. Nel 1930 venne introdotta, sulle linee di terra, una tecnologia in grado di automatizzare la codifica delle telescriventi, creando un codice pulsato per automatizzare i percorsi , il telex. Per 30 anni fu l'assoluta forma dominatrice di comunicazione sulle lunghe distanze, in quanto 25 canali telex occupavano la stessa larghezza di banda di un canale voce; un notevole vantaggio per le aziende e i governi, in quanto tale sistema produceva direttamente documenti scritti.
Alcuni sistemi telex furono adattati a sistemi di trasmissione ad onde corte per inviare toni su bande singole. Il più avanzato standard telex dell'epoca, il CCITT R.44, incorporava la rivelazione e la ritrasmissione di errori di caratteri trasmessi e ricevuti, così come la codifica e l'indirizzamento automatico . Il sistema telex via radio (TOR) fu per molti anni l'unica tecnologia utilizzabile, soprattutto per alcuni paesi dei terzo mondo. Il TOR è ancora oggi utilizzato, anche se venne soppiantato con il tempo da forme di posta elettronica meno costose.

## Sviluppi nel XXI secolo

### Digital Audio Broadcasting
Il Digital Audio Broadcasting (DAB) è un sistema di radiodiffusione digitale che permette la trasmissione sonora di programmi radiofonici con una qualità paragonabile a quella di un compact disc.
Dal 2007 lo standard è stato aggiornato dall'ETSI al DAB+ soppiantando il precedente DAB, ed impiegando, a differenza di quest'ultimo, l'algoritmo di compressione HE-AAC. Il DAB+ consente, a parità di qualità e potenza del segnale, di raddoppiare, o addirittura triplicare il numero dei programmi trasmessi in un singolo bouquet , consentendo eventualmente l'inserimento di altri servizi radiofonici. In alcuni stati del mondo, come la Norvegia, si sta attuando o pianificando il rimpiazzo degli altri sistemi di radio diffusione con questo.

## Radio internet
La radio internet consiste nel mandare programmi tipo radio su flusso di connessioni internet: non sono necessari trasmettitori radio ad ogni punto del processo.